# تومیتا ایپاکو

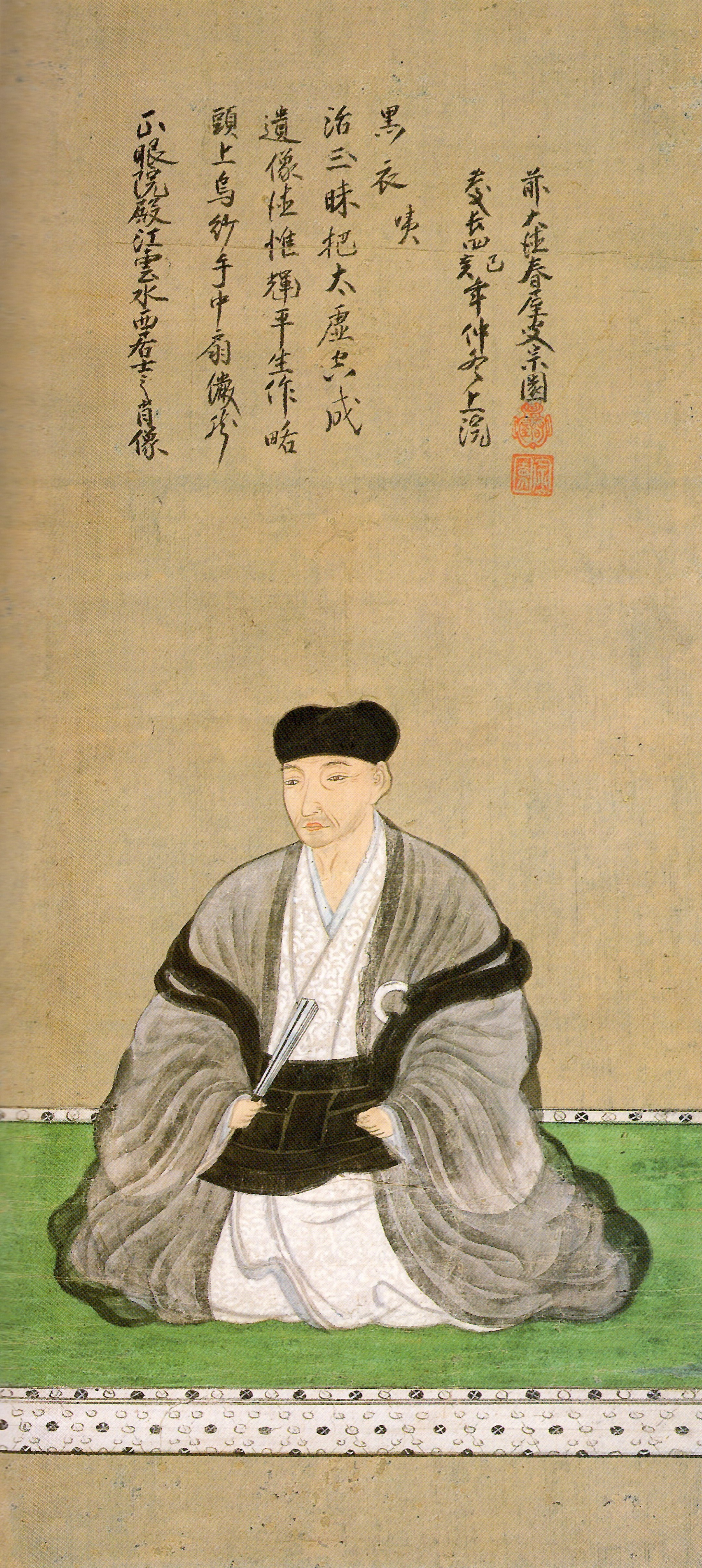

تومیتا ایپّاکو (به ژاپنی: 富田一白 とみた いっぱく / かずのぶ) (تولد نامشخص–مرگ ۱۵ دسامبر ۱۵۹۹ میلادی) یک سامورایی و دایمیو، صاحب قلعه تسو در ولایت ایسه در دوره آزوچی-مومویاما در ژاپن بود. او در رژیم تویوتومی عضو هیئت ۵–۶ نفره گو-بوگیو بود.